# Гватемальско-украинские отношения
Гватемальско-украинские отношения — двусторонние дипломатические отношения между Гватемалой и Украиной. Отношения были установлены 12 января 1993 года.

## История отношений
Отношения межд странами были установлены 12 января 1993 года.
6 октября 2021 года Президент Украины Владимир Зеленский назначил Оксану Драмарецкую постоянным послом в Мексике и по совместительству послом в Гватемале, Коста-Рике, Панаме и Белизе.
2 февраля 2022 года министр иностранных дел Гватемалы Марио Букаро позвонил своему украинскому коллеге Дмитрию Кулебе. Оба дипломата желали расширить дипломатических отношений между обеими странами. Букаро пригласил Кулебу посетить Гватемалу, а он, в свою очередь, также пригласил Букаро посетить Украину.
Несколько дней спустя президент России Владимир Путин признал Донецкую Народную Республику и Луганскую Народную Республику независимыми государствами. Правительство Гватемалы выразило несогласие с решением российского правительства и в знак протеста отозвало посла Гватемалы в России.
После вторжения России на Украину в 2022 году Гватемала осудила действия российского правительства, выразила поддержку Украине и проголосовала за резолюцию Генеральной Ассамблеи ООН ES-11/1.
3 марта 2022 года посол Оксана Драмарецкая виртуально вручила верительные грамоты министру иностранных дел Марио Букаро.
12 марта 2022 года Гватемала приняла первые украинские семьи, спасшиеся от вторжения. Правительство Гватемалы заявило, что будет принимать украинских беженцев.
В мае 2022 года посол Оксана Драмарецкая официально вручила верительные грамоты президенту Алехандро Джамматтеи и министру иностранных дел Марио Букаро. Позже посол выступил с речью в Конгрессе Республики.
13 июня 2022 года сообщалось, что президент Владимир Зеленский и Джамматтеи провели телефонный разговор, что стало первым контактом между главами государств Украины и Гватемалы. Зеленский поблагодарил Гватемалу за дипломатическую поддержку в рамках российского вторжения в Украину и пригласил Джамматтеи посетить Украину. Ходили разговоры об отмене виз между обоими государствами в знак доброй воли. А также поддержка Гватемалой создания специального международного суда для рассмотрения возможных военных преступлений и формирования оперативной группы по восстановлению страны. Президент Джамматтеи заявил, что российская армия взорвала почётное консульство Гватемалы в Украине, что, как следствие, привело к гибели некоторых родственников гватемальского консула.
25 июля 2022 года президент Алехандро Джамматтеи совершил визит в Украину в сопровождении министра иностранных дел Марио Букаро Флореса и министра национальной обороны Генри Рейеса Чигуа, что стало первым официальным визитом латиноамериканского лидера в Украину за 12 лет, первым визитом главы государства Гватемалы в Украину и первой встречей глав государств Гватемалы и Украины. Джамматтей совершил поездку по городам Буча и Ирпень, а затем был принят Владимиром Зеленским в Мариинском дворце. Министр иностранных дел Марио Букаро и министр обороны Генри Рейес также провели встречу со своими украинскими коллегами Дмитрием Кулебой и Алексеем Резниковым. Президента Джамматтея также принял Премьер-министр Украины Денис Шмыгаль.
Джамматтеи и Зеленский подписали соглашение о взаимной отмене виз, а также выразили заинтересованность в расширении сотрудничества между обеими странами в сфере сельского хозяйства, образования, науки, культуры, технологий, туризма, обмена студентами и стажерами и реализации совместных научных проектов, а также установление трудовых отношений и расширение политических и экономических связей. Джамматтеи отметил, что Гватемала заинтересована в импорте украинской сельхозпродукции и сообщил, что отправит в Украину гуманитарную помощь. 13 Гватемала также виртуально участвовала в Крымской платформе.
10 мая 2023 года Министр иностранных дел Украины Дмитрий Кулеба прибыл в Гватемалу для участия в IX Саммите Ассоциации Карибских государств на Антигуа-Гватемале в качестве государства-наблюдателя. Это первый визит высокопоставленного украинского чиновника в Гватемалу. 
17 февраля 2024 года в рамках 60-й Мюнхенской конференции по безопасности президент Гватемалы Бернардо Аревало встретился с президентом Зеленским, где последний поблагодарил Гватемалу за поддержку и пригласил Аревало принять участие в первом Мирной конференции по Украине на уровне глав государств в Швейцарии. В апреле того же года Верховный представитель внешней политики Европейского Союза объявил, что Украина присоединилась к санкциям против четырех чиновников Государственного министерства Гватемалы (в том числе генерального прокурора Марии Консуэло Поррас) и судьи за их неоднозначную роль во время Всеобщие выборы 2023 года.

## Дипломатические миссии
- У Гватемалы аккредитованное посольство в Берлине[14], Германия, и почётное консульство в Киеве[15]
- У Украины есть аккредитированное посольство в Мехико[16], Мексика, и почётное консульство в Гватемале[17]